# Pavel Besta (fotbalista)
Pavel Besta (* 2. září 1982, Ostrava) je český fotbalový záložník, momentálně hráč českého klubu SK Rakovník.

## Klubová kariéra
Je odchovancem FC Baník Ostrava, se kterým vyhrál v sezoně 2003/04 ligový titul a o rok později český fotbalový pohár. V letech 2007–2009 a 2012–2013 hrál v pražské Viktorce. V roce 2010 působil ve slovenském Ružomberku a v letech 2010–2011 v anglickém Luton Town FC.
V srpnu 2013 odešel do druholigového polského klubu Sandecja Nowy Sącz.
V roce 2016 hraje v Pražském přeboru za tým Sportovní klub Třeboradice.

## Reprezentační kariéra
Besta nastupoval za mládežnické výběry České republiky od kategorie do 15 let. Zúčastnil se Mistrovství světa ve fotbale hráčů do 20 let 2001 v Argentině, kde ČR prohrála ve čtvrtfinále 0:1 s Paraguayí.